# Jana Borkamp
Jana Borkamp (* 23. Mai 1983) ist eine deutsche Politikerin (Bündnis 90/Die Grünen) und politische Beamtin. Sie war von 2022 bis 2023 Staatssekretärin für die Bereiche Haushalt und Personal der Berliner Senatsverwaltung für Finanzen.

## Leben
Borkamp absolvierte nach dem Abitur einen Freiwilligendienst mit Aktion Sühnezeichen Friedensdienste in Israel, ehe sie von 2003 bis 2009 an der Wirtschafts- und Sozialwissenschaftlichen Fakultät der Universität Potsdam studierte; dieses Studium schloss sie als Diplom-Verwaltungswissenschaftlerin ab. 2009 begann sie in der Senatsverwaltung für Inneres und Sport als Regierungsreferendarin auf Widerruf. Im Oktober 2011 wurde Borkamp zur Regierungsrätin auf Probe ernannt und war in der Folge unter anderem für das Bezirksamt Pankow, die Senatsverwaltung für Gesundheit und Soziales sowie für die Senatsverwaltung für Finanzen tätig. Sie war für Bündnis 90/Die Grünen Mitglied der Bezirksverordnetenversammlung von Friedrichshain-Kreuzberg und fungierte dort auch als Sprecherin der Fraktion. 2013 wechselte in das Bezirksamt Friedrichshain-Kreuzberg, wo sie als Bezirksstadträtin und Leiterin der Abteilung Finanzen, Facility Management, Kultur und Weiterbildung wirkte. Im Oktober 2016 wurde Borkamp zur Regierungsrätin auf Lebenszeit ernannt; es folgte ein Wechsel in die Senatsverwaltung für Integration, Arbeit und Soziales, wo sie bis Dezember 2018 tätig war, ehe sie zum Januar 2019 ins Landesamt für Flüchtlingsangelegenheiten wechselte. Ab Juli 2019 leitete sie dort die Abteilung II (Unterkünfte).
Im Zuge der Bildung des Senats Giffey im Dezember 2021 wurde Borkamp von Finanzsenator Daniel Wesener als Nachfolgerin Fréderic Verryckens in der Funktion der Staatssekretärin für die Bereiche Haushalt und Personal der Senatsverwaltung für Finanzen vorgeschlagen. Am 23. Dezember 2021 erfolgte ihre Ernennung; zum 5. Januar 2022 übernahm sie die Amtsgeschäfte. Mit der Bildung des Senates Wegner im April 2023 schied sie als Staatssekretärin aus.
Seit Juli 2023 ist sie laut ihrem Xing-Profil als Abteilungsleiterin im Bundesministerium für Familie, Senioren, Frauen und Jugend für die Bereiche Kinder und Jugend zuständig.